# إيمانويل نواشي
إيمانويل نواشي (بالإنجليزية: Emmanuel Nwachi)‏ (10 أكتوبر 1988 - ) هو لاعب كرة قدم نيجيري في مركز الهجوم. شارك مع منتخب نيجيريا لكرة القدم. أما مع النوادي، فقد لعب مع بايلسا يونايتد وبلاتيو يونايتد وشاركس وكانو بيلارس ونادي دولفينز وSuphanburi F.C. ‏.